# تور هوشاود
تور هوشاود (نروژی: Thor Hushovd؛ زاده ۱۸ ژانویهٔ ۱۹۷۸) یک دوچرخه‌سوار اهل نروژ است.